# Мечеть Дашогуза
Мечеть Дашогуза  (туркм. Daşoguz metjidi) — мечеть в туркменском городе Дашогуз, административном центре Дашогузского велаята Туркменистана. Расположена на проспекте Гёроглы, открыта в 2015 году. Мечеть имеет четыре минарета, рассчитана на 3000 человек.

## История
Строительство началось в 2013 году. Открытие крупнейшей в Дашогузском велаяте мечети состоялось в октябре 2015 года при участии Президента Туркменистана Гурбангулы Бердымухамедова.

## Архитектура
Общая площадь занимаемой территории — 60000 м². Мечеть построена из белого мрамора, состоит из купольного зала и четырёх 63 метровых минаретов по углам. Цоколь облицован гранитом. Купол выполнен в мозаичном стиле и выкрашен в голубой цвет, имеет высоту 40 метров, а диаметр — 38 метров. На куполе нанесены аяты из Корана. Внутреннее убранство также выполнено голубых тонах, с применением древних туркменских узоров. Здание вмещает вмещает 3000 верующих, а оборудованный павильон для обряда садака — 1500 верующих.